# Спас Натов
Спас Натов е български баскетболист.

## Биография
Роден е на 5 февруари 1968 г. в Пазарджик. Състезава се в баскетболните отбори на Славия, Черно море, ЦСКА. През 1991 и 1993 г. участва на две европейски първенства, като част от националния отбор по баскетбол на България. Треньор на мъжкия баскетболен отбор на Черно море от 2006 до 2016 г. и е обучава ученици в спортната школа. От есента на 2017 г. тренира баскетболисти в детската спортна школа на Хебър в Пазарджик. След това обучава млади баскетболни таланти във Варна. Умира на 26 май 2021 г. от инфаркт във Варна.